# Angola Avante
Angola Avante! (Voorwaarts Angola!) is het volkslied van Angola. Het werd in 1975 geadopteerd na onafhankelijkheid van Portugal.